# André Baron
André Baron (seudónimo : Louis Dasté) (18..? - 19..?) era un ingeniero, periodista, ensayista y militante nacionalista francés.

## Biografía
Opositor a Alfred Dreyfus, era miembro de la Liga de la Patria Francesa, de la Liga francesa antimasónica y de la Acción francesa. Fundó varios periódicos antimasónicos (como À bas les tyrans) con Paul Copin-Albancelli. Fue candidato al Senado de Francia en el departamento de Landas en 1902. Baron es también autor de varios libros y panfletos antimasónicos denunciando la acción de sociedades secretas en el ejército francés y el estado en la Tercera república francesa. 

## Teorías
Señaló los enlaces entre la masonería, el martinismo de Louis Claude de Saint-Martin y los Iluminados de Baviera en la revolución francesa y una conspiración masónica detrás de ella. Denunció la voluntad de dictadura de los iniciados sobre los profanos y la mano directa de la logia masónica "les amis réunis" sobre los crímenes del Reinado del Terror, nombrando ante los masones François Babeuf, Jacques-René Hébert, Jean Paul Marat, Joseph Le Bon y Robespierre. Según Baron, el asesinato del rey Gustavo III de Suecia fue cometido por masones por qué el rey quería atacar la Primera República Francesa después de la ejecución del rey Luis XVI. Atacó el antipatriotismo de los masones explicando que los masones se favorecen entre hermanos más que entre compatriotas, incluso en una guerra. En 1904, después del Escándalo del fichero masónico, Gabriel Syveton, siendo un diputado nacionalista dio una bofetada al general masón y ministro de la Guerra Louis André en la Asamblea Nacional de Francia. Según Baron, su muerte, poco después, fue probablemente un asesinato cometido bajó la orden de la masonería y ejecutado por la policía política.

## Obras
- La Franc-maçonnerie démasquée, 1899 (otro título: L'Affaire Dreyfus et la Franc-maçonnerie).
- La Franc-Maçonnerie et la Terreur, 1904.
- Les Sociétés Secrètes, leur crime depuis les initiés d'Isis jusqu'aux Francs-Maçons modernes, Paris, H. Daragon, 1906.
- Marie-Antoinette et le complot maçonnique., Paris, La renaissance française, 1910.